# Bellengreville, Calvados

Bellengreville este o comună în departamentul Calvados, Franța. În 1 ianuarie 2022 avea o populație de 1.474 de locuitori.